# Ithomia
Ithomia is een geslacht van vlinders uit de onderfamilie Danainae van de familie Nymphalidae.

## Soorten
- Ithomia aelia Hewitson, 1852
- Ithomia agnosia Hewitson, [1855]
- Ithomia amarilla Haensch, 1903
- Ithomia aquinia Hopffer, 1874
- Ithomia ardea Hewitson, 1855
- Ithomia arduinna d'Almeida, 1952
- Ithomia avella Hewitson, 1864
- Ithomia bolivari Schaus, 1913
- Ithomia celemia Hewitson, [1854]
- Ithomia cleora Hewitson, 1855
- Ithomia dalmeidai Fox, 1941
- Ithomia derasa Hewitson, 1855
- Ithomia diasia Hewitson, 1854
- Ithomia drymo Hübner, 1816
- Ithomia eleonora Haensch, 1905
- Ithomia ellara Hewitson, 1874
- Ithomia epona Hewitson, 1869
- Ithomia galata Hewitson, 1855
- Ithomia heraldica Bates, 1866
- Ithomia hyala Hewitson, [1856]
- Ithomia iphianassa Doubleday, 1947
- Ithomia jucunda Godman & Salvin, 1878
- Ithomia lagusa Hewitson, [1856]
- Ithomia leilae Hewitson, 1852
- Ithomia leucophaena Hering, 1925
- Ithomia lichyi d'Almeida, 1939
- Ithomia mira Staudinger, 1885
- Ithomia napho Herrich-Schäffer, 1864
- Ithomia neglecta Müller, 1886
- Ithomia negrita (Reakirt, 1865)
- Ithomia neivai d'Almeida, 1940
- Ithomia nigrimargo Butler, 1873
- Ithomia oenanthe Weymer, 1899
- Ithomia ossuna Haensch, 1909
- Ithomia patilla Hewitson, 1852
- Ithomia pellucida Weymer, 1875
- Ithomia peruana Salvin, 1869
- Ithomia phanessa Herrich-Schäffer, 1864
- Ithomia phoeno (Geyer, 1837)
- Ithomia praeithomia Vitale & Bollino, 2003
- Ithomia pseudo-agalla Rebel, 1901
- Ithomia salapia Hewitson, [1853]
- Ithomia terra Hewitson, [1853]
- Ithomia theuda Hewitson, 1872
- Ithomia xenos (Bates, 1866)